# Fresnicourt-le-Dolmen
Ne doit pas être confondu avec Frémicourt.
Fresnicourt-le-Dolmen [fʁɛnikuʁ lə dɔlmɛn] est une commune française située dans le département du Pas-de-Calais en région Hauts-de-France. Ses habitants sont appelés les Fresnicourtois.
La commune fait partie de la communauté d'agglomération de Béthune-Bruay, Artois-Lys Romane qui regroupe 100 communes et compte 275 327 habitants en 2021.

## Géographie

### Localisation
Localisée dans le sud-est du département du Pas-de-Calais, Fresnicourt-le-Dolmen est une commune de l'Artois située, à vol d'oiseau, à 7 km au sud-est de la commune de Bruay-la-Buissière et à 13 km au sud de la commune de Béthune (chef-lieu d'arrondissement).
Le territoire de la commune est limitrophe de ceux de sept communes.
Les communes limitrophes sont  Barlin, Estrée-Cauchy, Gauchin-Légal, Hersin-Coupigny, Maisnil-lès-Ruitz, Rebreuve-Ranchicourt et Servins.

### Géologie et relief
La superficie de la commune est de 7,95 km2 ; son altitude varie de 77  à   186 m.

### Hydrographie
Le territoire de la commune est situé dans le bassin Artois-Picardie.
La commune est traversée par la Brette, cours d'eau d'une longueur de 7,32 km, qui prend sa source dans la commune et se jette dans la Lawe au niveau de la commune d'Houdain, et le ruisseau de Caucourt, d'une longueur de 4,66 km, qui prend sa source dans la commune de Caucourt, se jette dans la Brette au niveau de la commune.

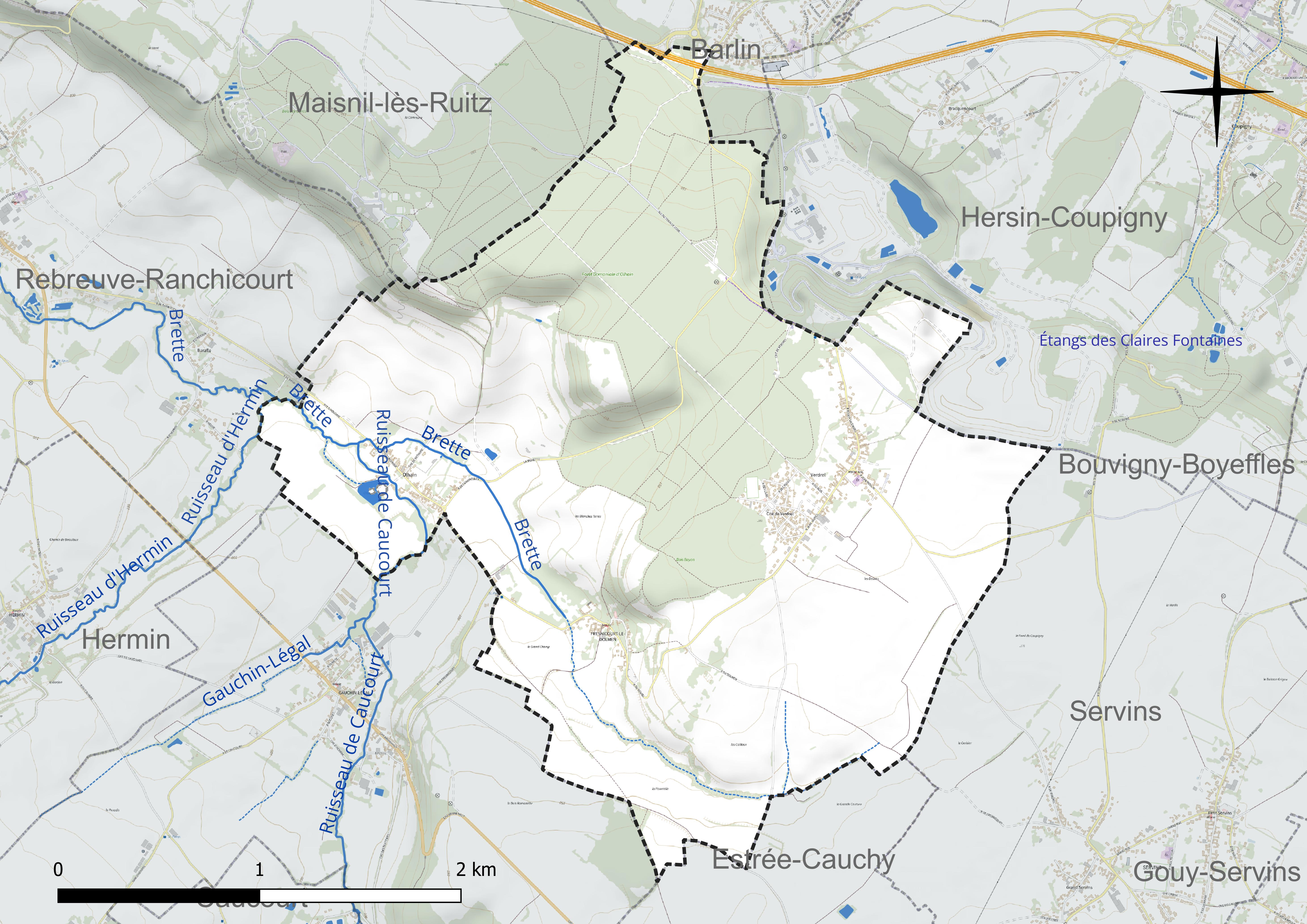
Réseau hydrographique de Fresnicourt-le-Dolmen.

### Climat
Pour des articles plus généraux, voir Climat des Hauts-de-France et Climat du Pas-de-Calais.
En 2010, le climat de la commune est de type climat océanique altéré, selon une étude du CNRS s'appuyant sur une série de données couvrant la période 1971-2000. En 2020, Météo-France publie une typologie des climats de la France métropolitaine dans laquelle la commune est exposée à un climat océanique et est dans la région climatique Côtes de la Manche orientale, caractérisée par un faible ensoleillement (1 550 h/an) ; forte humidité de l’air (plus de 20 h/jour avec humidité relative > 80 % en hiver), vents forts fréquents.
Pour la période 1971-2000, la température annuelle moyenne est de 9,8 °C, avec une amplitude thermique annuelle de 13,9 °C. Le cumul annuel moyen de précipitations est de 864 mm, avec 12,9 jours de précipitations en janvier et 9,2 jours en juillet. Pour la période 1991-2020, la température moyenne annuelle observée sur la station météorologique la plus proche, située sur la commune de Lillers à 18 km à vol d'oiseau, est de 11,1 °C et le cumul annuel moyen de précipitations est de 731,5 mm,. Pour l'avenir, les paramètres climatiques de la commune estimés pour 2050 selon différents scénarios d'émission de gaz à effet de serre sont consultables sur un site dédié publié par Météo-France en novembre 2022.

### Milieux naturels et biodiversité

#### Zone naturelle d'intérêt écologique, faunistique et floristique
L’inventaire des zones naturelles d'intérêt écologique, faunistique et floristique (ZNIEFF) a pour objectif de réaliser une couverture des zones les plus intéressantes sur le plan écologique, essentiellement dans la perspective d’améliorer la connaissance du patrimoine naturel national et de fournir aux différents décideurs un outil d’aide à la prise en compte de l’environnement dans l’aménagement du territoire.
Le territoire communal comprend une ZNIEFF de type 1 : le coteau et la forêt domaniale d'Olhain. Cette ZNIEFF est située au niveau de la première ligne de crête de la partie nord des collines de l'Artois.

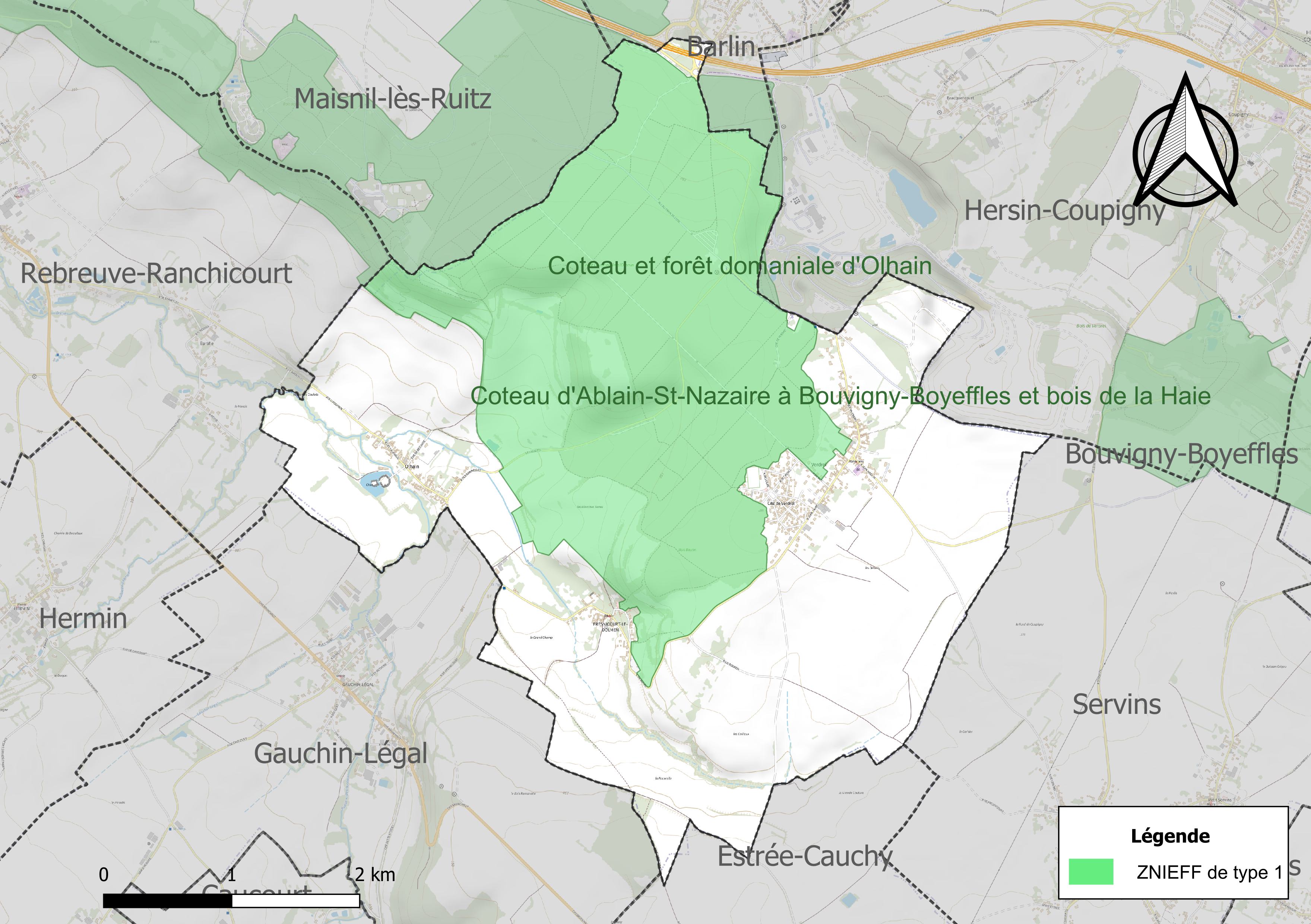
Carte de la ZNIEFF sur la commune.

#### Espèces faunistiques et floristiques
Le site de l’Inventaire national du patrimoine naturel (INPN) recense 801 espèces faunistiques et floristiques sur le territoire de la commune dont 83 protégées et 36 menacées.

## Urbanisme

### Typologie
Au 1er janvier 2024, Fresnicourt-le-Dolmen est catégorisée commune rurale à habitat dispersé, selon la nouvelle grille communale de densité à sept niveaux définie par l'Insee en 2022.
Elle est située hors unité urbaine et hors attraction des villes,.

### Occupation des sols
L'occupation des sols de la commune, telle qu'elle ressort de la base de données européenne d’occupation biophysique des sols Corine Land Cover (CLC), est marquée par l'importance des territoires agricoles (58,9 % en 2018), en diminution par rapport à 1990 (61,1 %). La répartition détaillée en 2018 est la suivante : 
terres arables (43,9 %), forêts (29,9 %), prairies (11,9 %), espaces verts artificialisés, non agricoles (6,3 %), zones urbanisées (3,4 %), zones agricoles hétérogènes (3 %), mines, décharges et chantiers (1,5 %). L'évolution de l’occupation des sols de la commune et de ses infrastructures peut être observée sur les différentes représentations cartographiques du territoire : la carte de Cassini (XVIIIe siècle), la carte d'état-major (1820-1866) et les cartes ou photos aériennes de l'IGN pour la période actuelle (1950 à aujourd'hui).

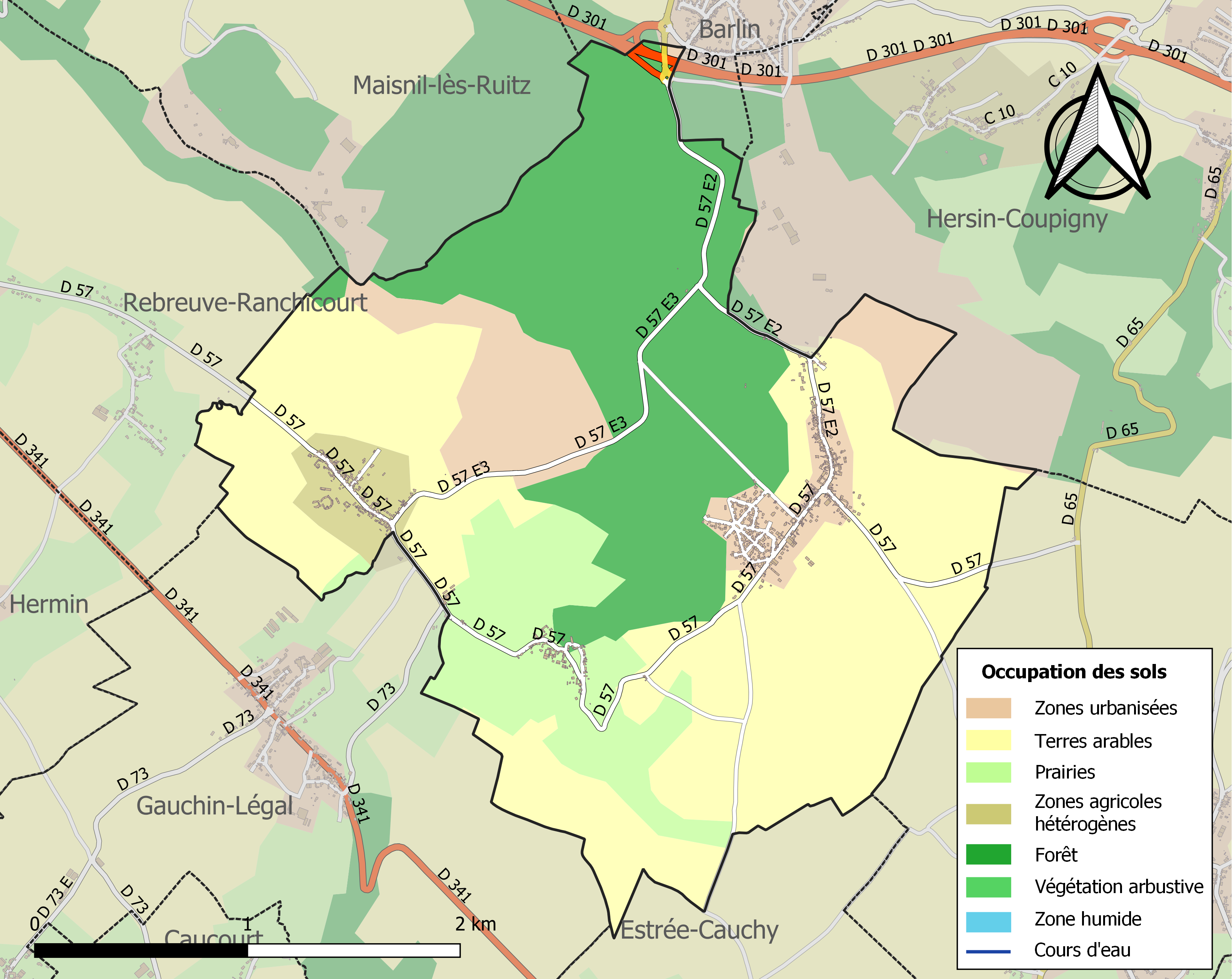
Carte des infrastructures et de l'occupation des sols de la commune en 2018 (CLC).

### Lieux-dits, hameaux et écarts

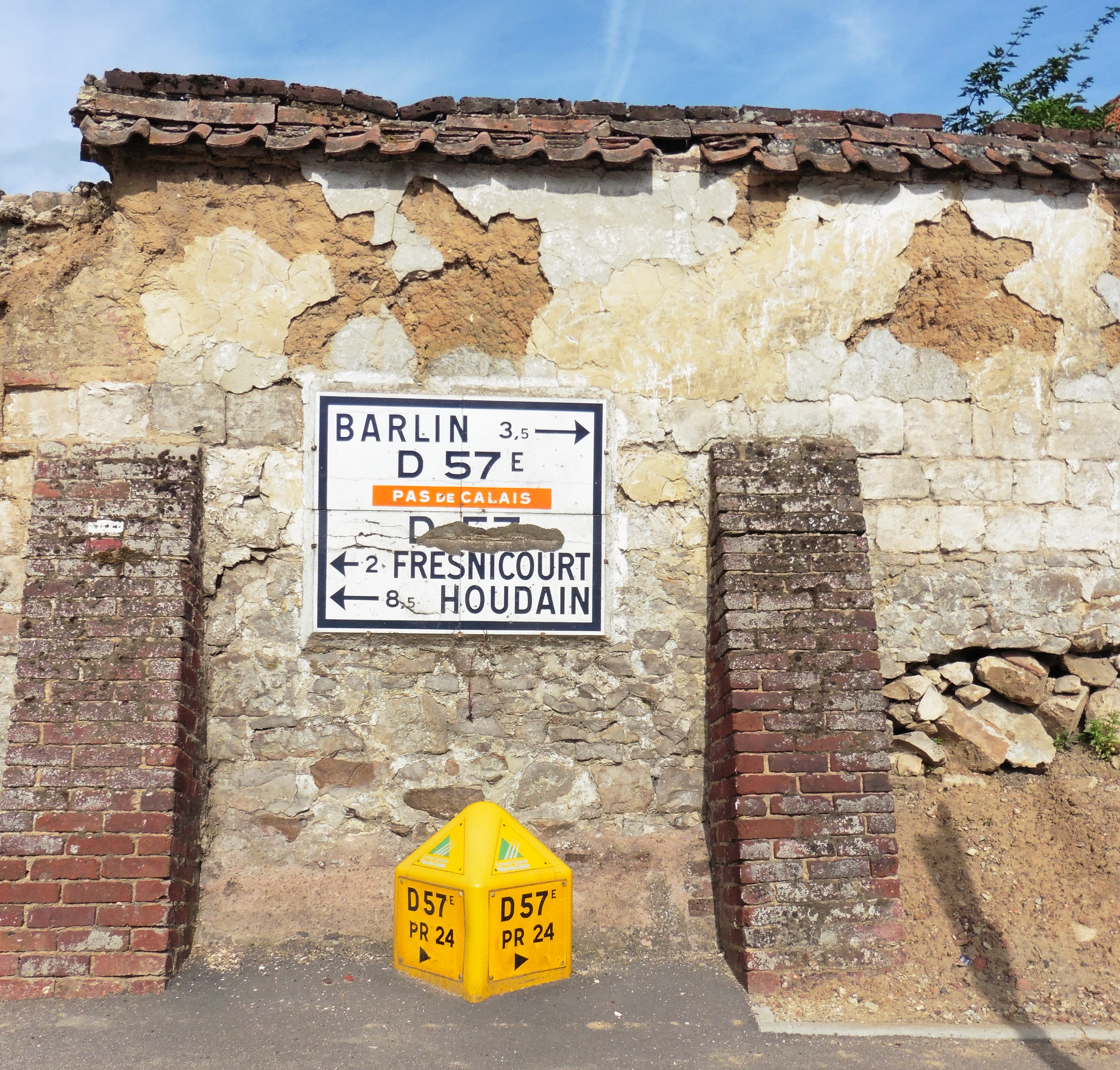
Fresnicourt, hameau de Verdrel.

Sur le territoire de la commune se trouvent deux hameaux : Olhain et Verdrel.

### Voies de communication et transports

#### Voies de communication
La commune est desservie par les routes départementales D 57, D 57 E2 et D 301 appelée rocade minière.

#### Transport ferroviaire
La commune se trouve à 9 km, au nord de la gare d'Aubigny-en-Artois, située sur la ligne d'Arras à Saint-Pol-sur-Ternoise, et à 16 km, au sud, de la gare de Béthune, située sur les lignes d'Arras à Dunkerque-Locale et de Fives à Abbeville, desservie par des TGV inOui et des trains régionaux du réseau TER Hauts-de-France.

## Toponymie
Le nom de la localité est attesté sous les formes Friscini curtis en 680 ; Frescicort en 1141 ; Fresini curtis de 1154 à 1159 ; Fresincurt de 1168 à 1169 ; Frisincurt en 1171 ; Fresincourt en 1191 ; Fressincort en 1214 ; Fresincort en 1222 ; Frisincort en 1235 ; Fresnecourt en 1295 ; Freniecourt en 1298 ; Fraisnecourt au XIIIe siècle ; Fressincourt au XIVe siècle ; Frenicourt en 1507 ; Frenicourt en 1793 ; Fresnicourt en 1801 et Fresnicourt-le-Dolmen depuis le décret du 8 janvier 1925.

## Histoire
Pendant la Première Guerre mondiale, des troupes stationnent à Fresnicourt située en arrière du front de l'Artois du 17 au 28 juin 1915. Le 21 juin 1915, ont lieu sur la commune une revue des troupes et une remise de croix de la Légion d'honneur.
En janvier 1915 déjà, d'autres soldats avaient pris leur cantonnement sur Ohlain, dépendant de Fresnicourt. D'autres y cantonnent en avril 1915. En mai 1915, Ohlain et le hameau de Verdrel accueillent également des soldats relevés du front, mis au repos. De nouveau en août, des soldats viennent récupérer sur Verdrel, ou encore en octobre 1915 et à plusieurs reprises postérieures à cette date.

## Politique et administration

### Découpage territorial
La commune se trouve dans l'arrondissement de Béthune du département du Pas-de-Calais, depuis 1801.

#### Commune et intercommunalités
La commune est membre de la communauté d'agglomération de Béthune-Bruay, Artois-Lys Romane.

#### Circonscriptions administratives
La commune est rattachée au canton de Bruay-la-Buissière. Avant le redécoupage cantonal de 2014, elle était, depuis 1801, rattachée au canton de Houdain.

#### Circonscriptions électorales
Pour l'élection des députés, la commune fait partie de la dixième circonscription du Pas-de-Calais.

### Élections municipales et communautaires

#### Liste des maires
- Serge Deprez (PS), maire en 1981 (sources : JO du 15 avril 1981).

| Identité                                             | Période          | Période     | Durée            | Étiquette                                      |
| Identité                                             | Début            | Fin         | Durée            | Étiquette                                      |
| ---------------------------------------------------- | ---------------- | ----------- | ---------------- | ---------------------------------------------- |
| Gaston Beltrémieux (15 mars 1876 - 15 juillet 1947)  | 15 novembre 1904 | 1912        | 8 ans            | Section française de l'Internationale ouvrière |
| Gaston Beltrémieux (15 mars 1876 - 15 juillet 1947)  | 1919             | années 1940 |                  | Section française de l'Internationale ouvrière |
| Michel Fréville (d) (7 décembre 1949 - 27 juin 2009) | juin 1995        | mars 2008   | 12 ans et 9 mois | Parti socialiste                               |
| Dany Clairet (d), (né le 13 septembre 1961)          | mars 2008        | En cours    | 17 ans et 3 mois |                                                |

## Équipements et services publics

### Enseignement
La commune est située dans l'académie de Lille et dépend, pour les vacances scolaires, de la zone B.
Elle administre l'école primaire « Jean Moulin » en Regroupement pédagogique concentré (RPC) située au hameau de Verdrel.

### Justice, sécurité, secours et défense
La commune dépend du tribunal judiciaire de Béthune, du conseil de prud'hommes de Béthune, de la cour d'appel de Douai, du tribunal de commerce d'Arras, du tribunal administratif de Lille, de la cour administrative d'appel de Douai, du pôle nationalité du tribunal judiciaire de Béthune et du tribunal pour enfants de Béthune.

## Population et société

### Démographie
Les habitants de la commune sont appelés les Fresnicourtois.

#### Évolution démographique
L'évolution du nombre d'habitants est connue à travers les recensements de la population effectués dans la commune depuis 1793. Pour les communes de moins de 10 000 habitants, une enquête de recensement portant sur toute la population est réalisée tous les cinq ans, les populations de référence des années intermédiaires étant quant à elles estimées par interpolation ou extrapolation. Pour la commune, le premier recensement exhaustif entrant dans le cadre du nouveau dispositif a été réalisé en 2004.

En 2022, la commune comptait 808 habitants, en évolution de +6,32 % par rapport à 2016 (Pas-de-Calais : −0,72 %, France hors Mayotte : +2,11 %).
| 1793 | 1800 | 1806 | 1821 | 1831 | 1836 | 1841 | 1846 | 1851 |
| ---- | ---- | ---- | ---- | ---- | ---- | ---- | ---- | ---- |
| 380  | 370  | 415  | 428  | 446  | 472  | 484  | 518  | 554  |

| 1856 | 1861 | 1866 | 1872 | 1876 | 1881 | 1886 | 1891 | 1896 |
| ---- | ---- | ---- | ---- | ---- | ---- | ---- | ---- | ---- |
| 529  | 558  | 591  | 580  | 543  | 554  | 558  | 532  | 574  |

| 1901 | 1906 | 1911 | 1921 | 1926 | 1931 | 1936 | 1946 | 1954  |
| ---- | ---- | ---- | ---- | ---- | ---- | ---- | ---- | ----- |
| 592  | 622  | 630  | 686  | 633  | 581  | 610  | 901  | 1 175 |

| 1962  | 1968  | 1975  | 1982 | 1990 | 1999 | 2004 | 2006 | 2009 |
| ----- | ----- | ----- | ---- | ---- | ---- | ---- | ---- | ---- |
| 1 159 | 1 078 | 1 014 | 974  | 907  | 880  | 872  | 855  | 832  |

| 2014 | 2019 | 2022 | - | - | - | - | - | - |
| ---- | ---- | ---- | - | - | - | - | - | - |
| 763  | 797  | 808  | - | - | - | - | - | - |

#### Pyramide des âges
En 2018, le taux de personnes d'un âge inférieur à 30 ans s'élève à 28,6 %, soit en dessous de la moyenne départementale (36,7 %). À l'inverse, le taux de personnes d'âge supérieur à 60 ans est de 26,2 % la même année, alors qu'il est de 24,9 % au niveau départemental.
En 2018, la commune comptait 391 hommes pour 394 femmes, soit un taux de 50,19 % de femmes, légèrement inférieur au taux départemental (51,50 %).
Les pyramides des âges de la commune et du département s'établissent comme suit.
| Hommes | Classe d’âge | Femmes |
| ------ | ------------ | ------ |
| 0,3    | 90 ou +      | 1,0    |
| 6,3    | 75-89 ans    | 6,0    |
| 17,9   | 60-74 ans    | 21,0   |
| 25,7   | 45-59 ans    | 22,5   |
| 22,2   | 30-44 ans    | 20,0   |
| 11,6   | 15-29 ans    | 13,5   |
| 16,1   | 0-14 ans     | 16,0   |

| Hommes | Classe d’âge | Femmes |
| ------ | ------------ | ------ |
| 0,5    | 90 ou +      | 1,6    |
| 5,6    | 75-89 ans    | 8,9    |
| 16,7   | 60-74 ans    | 18,1   |
| 20,2   | 45-59 ans    | 19,2   |
| 18,9   | 30-44 ans    | 18,1   |
| 18,2   | 15-29 ans    | 16,2   |
| 19,9   | 0-14 ans     | 17,9   |

## Culture locale et patrimoine

### Lieux et monuments

#### Monuments historiques
- Le château d'Olhain est certainement le plus connu des châteaux artésiens. Cette célébrité est largement due à une situation privilégiée au milieu d’un grand étang dans lequel se reflète son pittoresque groupe de tours et de courtines. C’est aussi une des grandes forteresses de l’Artois médiéval, témoignage de la puissance de l'entourage des « grands ducs d'Occident » Car si la famille d'Olhain est citée dès le XIIe siècle, si l’existence du château est attestée dès le début du XIIIe siècle, la construction actuelle est pour l'essentiel l'œuvre de Jean de Nielles, qui épouse Marie d'Olhain à la fin du XIVe siècle.

Le mariage d'Alix de Nielles avec Jean de Berghes, grand veneur de France, fait passer le château dans cette famille, qui le gardera plus de 450 ans. Un moment confisqué par Charles Quint, il a à souffrir des guerres qui ravagent l'Artois : assiégé en 1641 par les Français, il est en partie démoli par les Espagnols en 1654, et enfin bombardé et pris par les Hollandais en 1710. Restauré vers 1830, il est abandonné après 1870, et vendu par le dernier prince de Berghes en 1900. Pendant les deux dernières guerres, l'ensemble du château fut réquisitionné par les troupes françaises, puis canadiennes et britanniques.
Le propriétaire actuel a restauré ce château. Le château d'Olhain, sa tour nord, les bâtiments de la basse-cour ainsi que le sol de la cour du château et de la basse-cour, les douves en eau ou comblées, le pont reliant la basse-cour au château et les deux ponts et voie d'accès au château font l’objet d’une inscription au titre des monuments historiques depuis le 12 avril 1989.
- La Table des Fées : le dolmen fait l’objet d’un classement au titre des monuments historiques depuis 1889[41].
- Le site « Le Bois d'Olhain », enceinte du Néolithique moyen. Ce site fait l’objet d’une inscription au titre des monuments historiques depuis le 15 juin 2023[42].

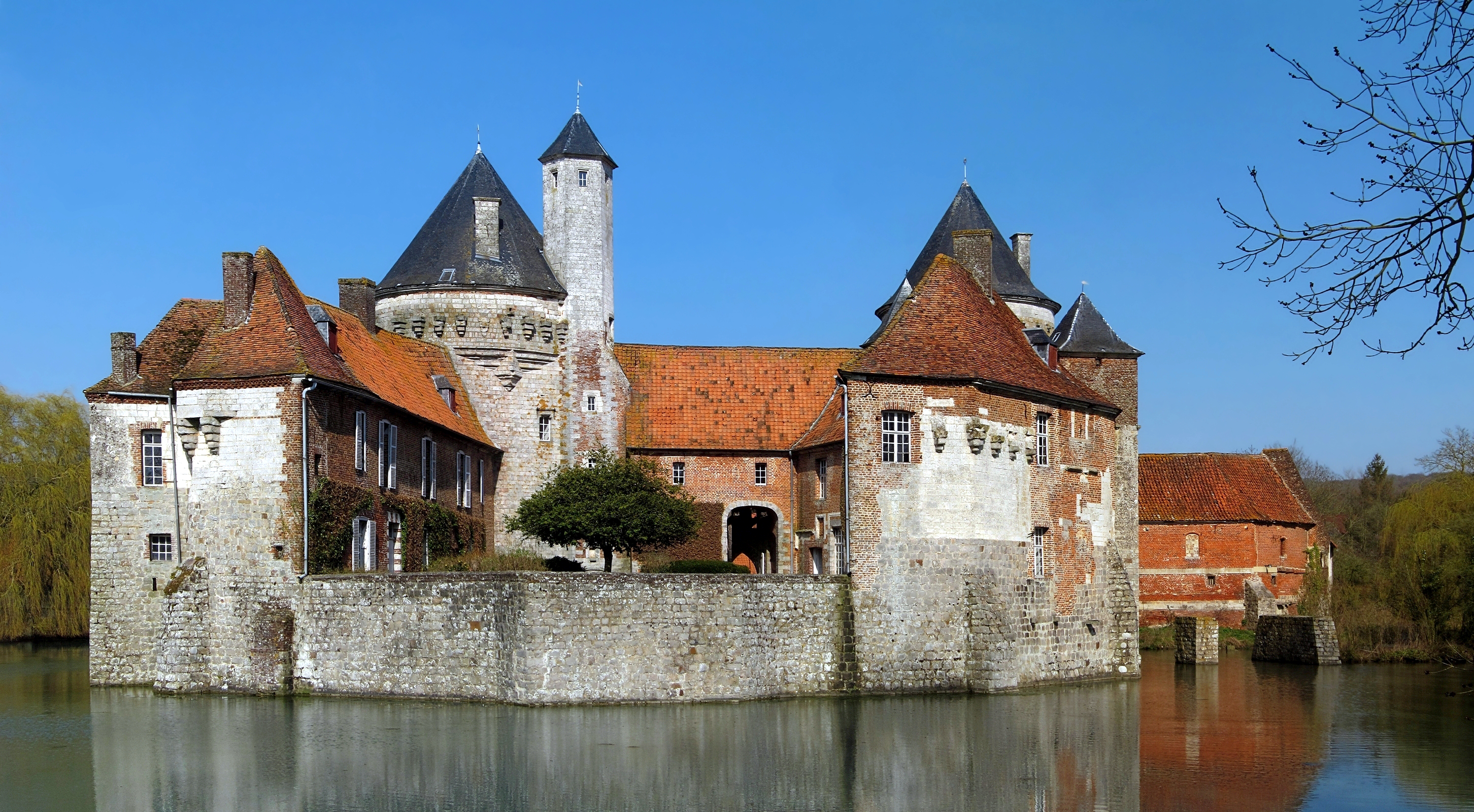
Le château médiéval d'Olhain.
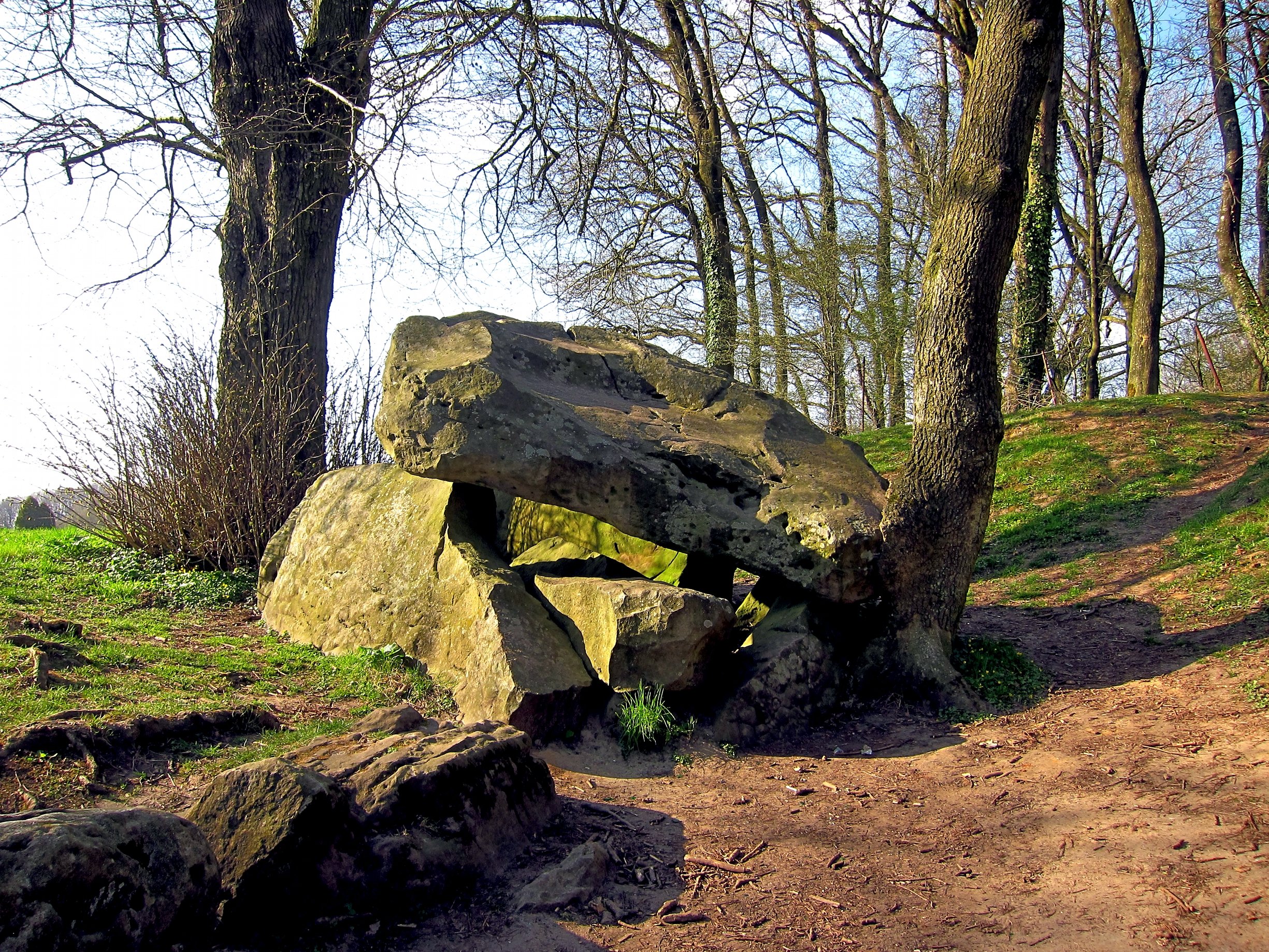
La Table des Fées.

#### Autres lieux et monuments
- L'église Notre-Dame construite fin XIXe siècle, qui fait partie des églises fortifiées du comté d'Artois[43]. L'église héberge treize éléments patrimoniaux, répertoriés dans la base Palissy, classés ou inscrits au titre d'objet des monuments historiques, dont un est classé[44].
- L'église Saint-Martin au hameau de Verdrel[43].
- Le monument aux morts[45].
- Une étude menée par l'Office national des forêts (ONF) en 2019 sur la forêt domaniale d’Ohlain avec la technologie LIDAR a révélé un site fortifié datant du néolithique. La ceinture de fortification est composée de deux rangs de fossés et d'un talus, mesure 50 m de large. Trois entrées ont été identifiées : deux à l'est et une au sud. Le site remarquable de par la qualité de conservation et malgré les dommages causés par la forêt, d'une superficie de 25 hectares, pourrait recevoir une protection au titre des monuments historiques[46],[47].

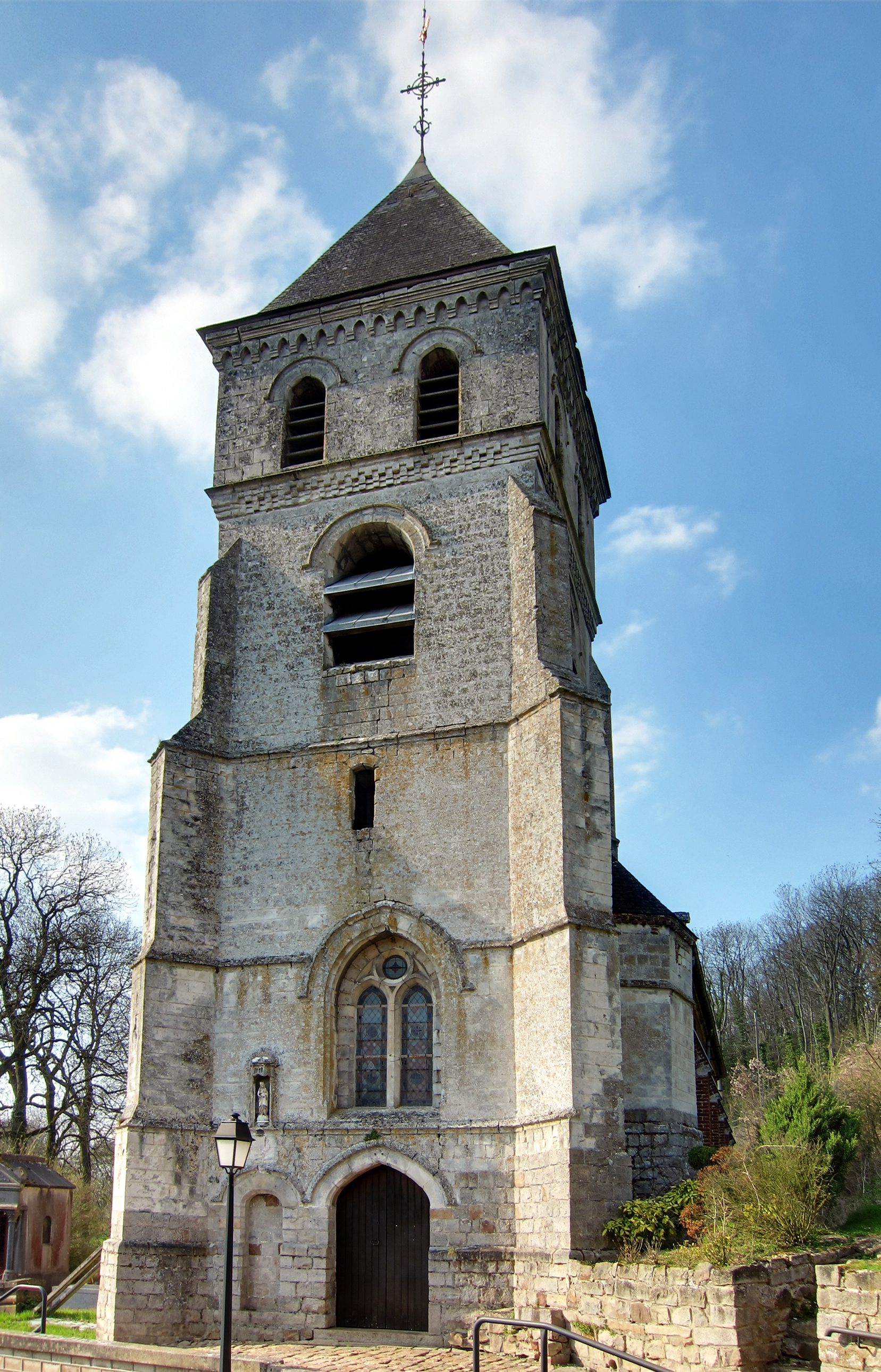
L'église Notre-Dame de Fresnicourt.
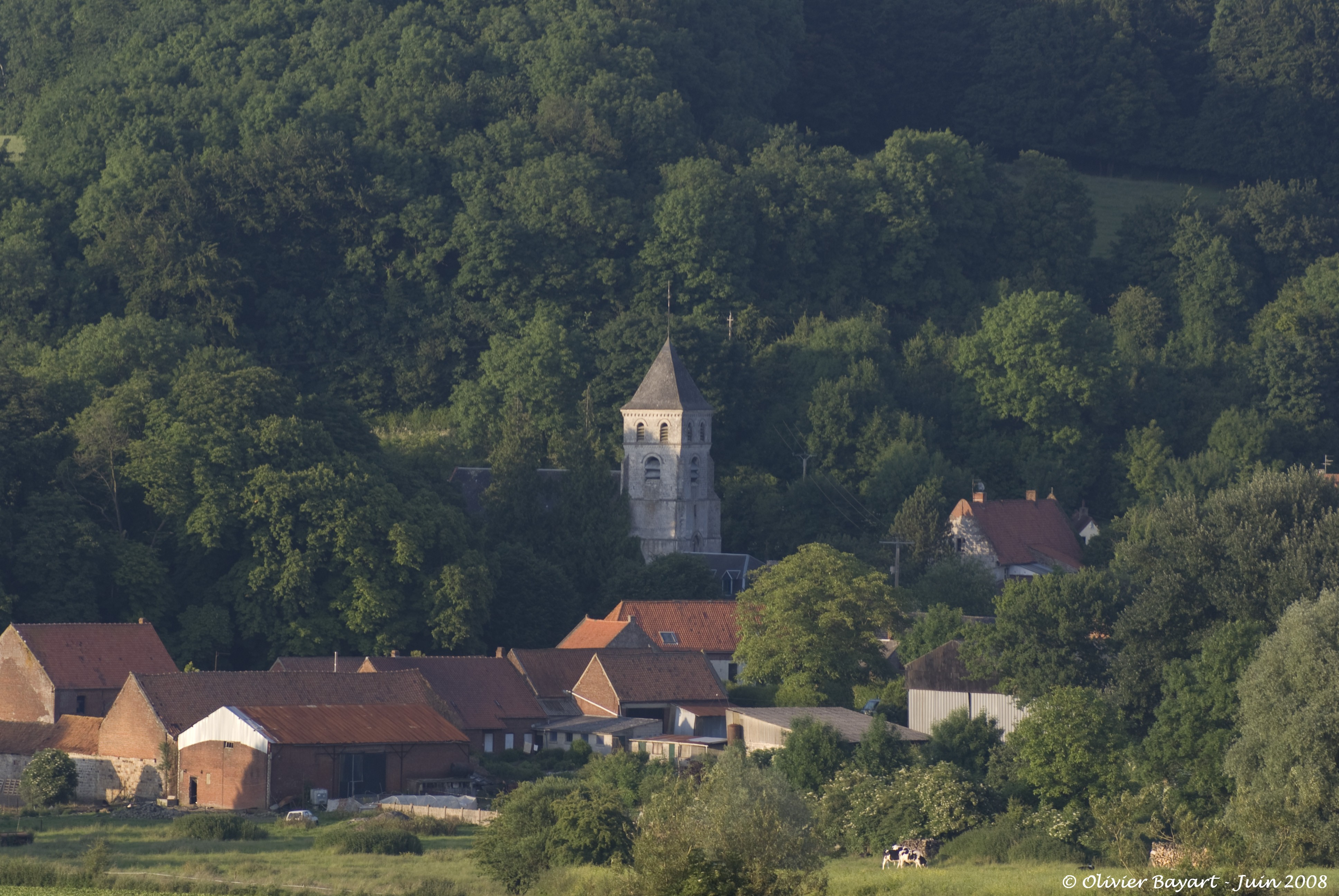
Village de Fresnicourt le dolmen (photo prise de la colline au sud du village).
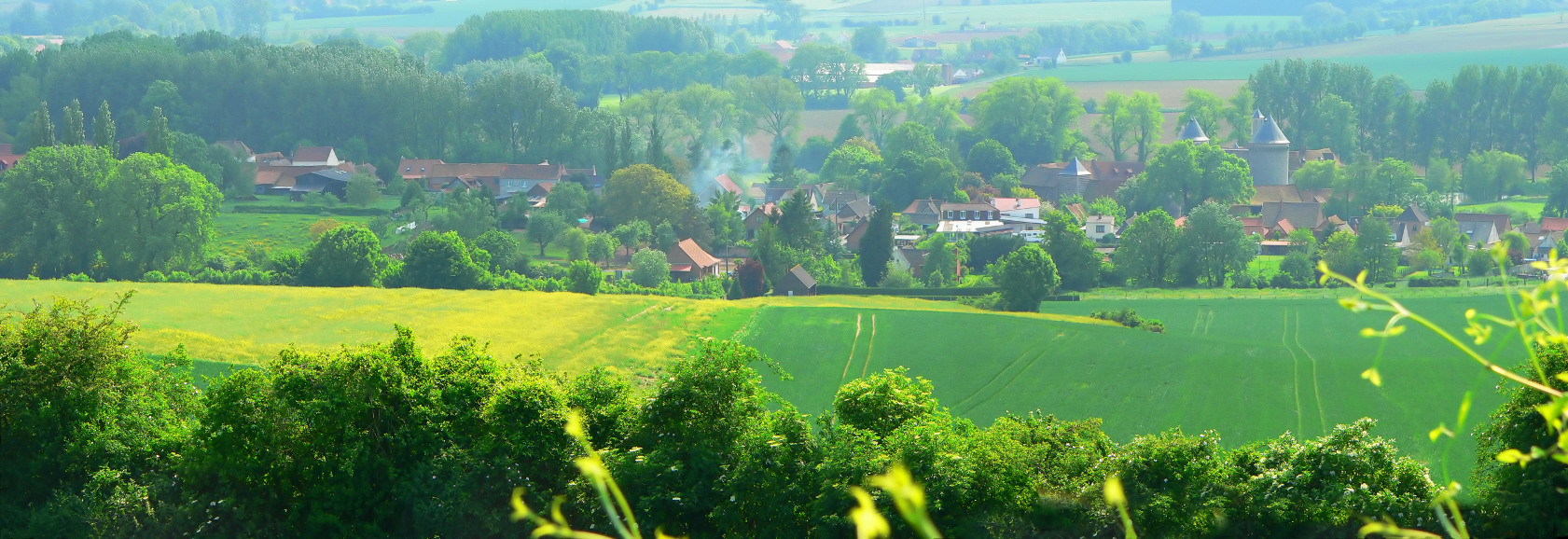
Vue sur le village et le château au printemps.
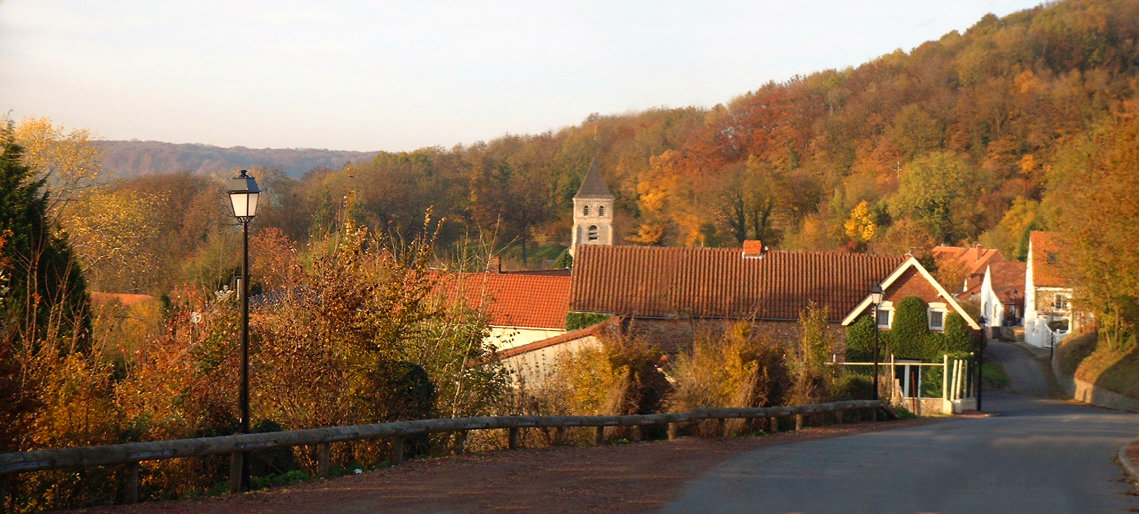
Vue sur le village en automne.

### Personnalités liées à la commune
- Jacques Mellick (1941-), ancien maire (PS) de Béthune, ancien député du Pas-de-Calais et ancien ministre, né dans la commune.

### Héraldique
| Blason de Fresnicourt-le-Dolmen | Blason  | Écartelé : au 1er de sinople au dolmen d'argent, au 2e d'or au lion de gueules armé et lampassé d'azur, au 3e d'argent à trois tourteaux de gueules, au 4e de sinople à la croix de pierre d'argent. |
| Blason de Fresnicourt-le-Dolmen | Détails | Armes parlantes. Le statut officiel du blason reste à déterminer. |

## Pour approfondir

#### Bases de données, dictionnaires et encyclopédies
- Ressources relatives à la géographie :   - Insee (communes)
  - Ldh/EHESS/Cassini
- Ressource relative à plusieurs domaines :   - Annuaire du service public français
- Notices d'autorité :   - VIAF
  - BnF (données)